# Pool-seq
Pool-seq es una estrategia de secuenciación de próxima generación (NGS, por sus siglas en inglés Next Generation Sequencing) muy utilizada en estudios de genética de poblaciones.
Es una opción alternativa a la secuenciación individual de una gran cantidad de individuos. Mediante esta técnica se combina el ADN de grupos de individuos para la secuenciación conjunta, lo cual es más rentable económicamente y permite reducir el tiempo de los análisis.
Sin embargo, la combinación de ADN genera nuevos problemas y desafíos para la estimación precisa de la frecuencia de alelos y para encontrar nuevas variantes. En particular, los errores de secuenciación se confunden con los alelos presentes a baja frecuencia en los conjuntos, lo que posiblemente da lugar a falsos positivos en las variantes alélicas.
La técnica de Pool-seq se ha adaptado para estudios de ARN-seq. Para ello se han desarrollado técnicas como la 3'Pool-seq: un método de ARN-seq simple, rentable y escalable que se centra en la secuenciación en el extremo 3' del ARNm.

## Aplicaciones
Se ha utilizado la estrategia Pool-seq para la resecuenciación agrupada de genoma completo de Rhagoletis pomonella. En este estudio se agruparon 20 individuos para cada réplica para analizar diferencias de expresión durante la diapausa y encontrar variantes poligénicas implicadas en la tasa de desarrollo de R. pomonella.